# N-アセチルグルコサミン
N-アセチルグルコサミン（N-アセチル-D-グルコサミン、GlcNAc、NAG）は、グルコースの2位ヒドロキシル基がアセチルアミノ基に置換された単糖である。化学的にはグルコサミンの2位アミノ基をアセチル化することで容易に調製できる。いくつかの生化学的機構にとって重要な物質である。
GlcNAcは細菌の細胞壁の生体高分子の一部を構成している。そこではGlcNAcとN-アセチルムラミン酸 (MurNAc) が交互ユニットを形成しており、MurNAcの乳酸残基にテトラペプチドが結合している。この層をなしている構造はペプチドグリカンと呼ばれている。
|  |  |

GlcNAcは、昆虫、甲殻類、線虫など脱皮動物の外被の基質を構成しているキチン質のモノマーでもある。また、GlcNAcは疼痛の経路において非定型的な神経伝達物質として作用するとも考えられている。

## 効能
重症でない骨関節炎におそらく有効だが、ほかのデータは見つからない。